# Classe Athenic
La classe Athenic est une classe de trois paquebots-mixtes britanniques de la White Star Line mis en service en 1901 et 1902. Elle est composée de l'Athenic, du Corinthic et de l'Ionic. Conçus pour transporter plusieurs centaines de passagers, ils disposent également de nombreuses cales réfrigérées destinées à embarquer de la viande de mouton. Ces installations sont nécessaires sur la ligne qui leur est attribuée, la Nouvelle-Zélande, qui est exploitée par la White Star de façon conjointe avec la Shaw, Savill & Albion Line.
Durant leur première décennie de service, les navires de classe Athenic connaissent un grand succès et sont rejoints en 1911 par le Zealandic. La Première Guerre mondiale ne modifie pas le service de l'Athenic et du Corinthic, utilisés pour ravitailler le Royaume-Uni en viande, tandis que l'Ionic est réquisitionné et sert de transport de troupes durant le conflit. Les trois navires poursuivent ensuite une carrière commerciale sans histoires durant les années 1920.
Fin 1927, l'Athenic est retiré du service et cédé à une compagnie norvégienne qui le transforme en baleinier. Il poursuit cette carrière sous divers pavillons jusqu'en 1962. Les deux autres navires poursuivent pour leur part leur carrière à destination de la Nouvelle-Zélande. Le Corinthic est démoli en 1931, tandis que l'Ionic, cédé à la Shaw, Savill & Albion en 1934, est démoli deux ans plus tard.

## Histoire

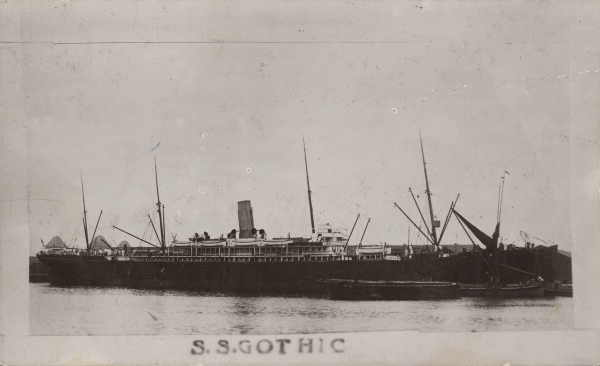
Le Gothic est une version plus ancienne des navires de classe Athenic.

La White Star Line exploite depuis les années 1880 une ligne à destination de la Nouvelle-Zélande, de façon conjointe avec la Shaw, Savill & Albion Line. Les navires alimentant la ligne sont fournis par les deux entreprises, la White Star ayant au départ apporté le Coptic, l'Ionic et le Doric, avant d'ajouter à sa flotte le Gothic en 1893 puis le Delphic en 1897. Ces deux derniers navires permettent de moderniser la flotte, le premier proposant des installations destinées aux passagers aisés tandis que le second se concentre sur les migrants. Malgré tout, de nouveaux navires s'imposent et la White Star décide de mettre en service au début du nouveau siècle une série de trois navires plus modernes et volumineux. Conçus, comme leurs aînées, pour rapporter d'importantes cargaisons de viande de mouton dans leurs cales réfrigérées, ils se présentent comme une version améliorée du Gothic, pouvant contenir trois fois plus de passagers.
Construits dans les chantiers Harland & Wolff, l'Athenic, le Corinthic et l'Ionic sont successivement mis en service entre février 1902 et janvier 1903. Les trois navires desservent durant plus d'une décennie une route allant de Londres à Wellington en passant à l'aller par Le Cap, en Afrique du Sud, et au retour par le Cap Horn, ce qui les conduit à faire le tour du globe. Les trois navires sont alors les plus gros et plus luxueux de la ligne.
Durant la Première Guerre mondiale, seul l'Ionic est réquisitionné, afin d'amener en Europe des troupes néozélandaises. L'Athenic et le Corinthic poursuivent en revanche leur carrière civile tout en contribuant à l'effort de guerre en transportant d'importantes quantité de viandes. Comme tous les navires de la compagnie, ils opèrent cependant dans le cadre du Liner Requisition Scheme de 1917 à 1919. Aucun des navires ne souffre du conflit, bien que l'Ionic ait été manqué de peu par une torpille en 1915 alors qu'il se trouvait en Méditerranée.
Après guerre, à partir de janvier 1920, les trois navires reprennent leur service en modifiant leur route, pour passer par le canal de Panama dans les deux sens, afin de réduire le temps de traversée. Durant la fin de la décennie, les navires connaissent des signes de vieillissement tandis que de nouveaux cargos sont mis en service sur la ligne. Dès 1928, l'Athenic est retiré et vendu. Le Corinthic et l'Ionic sont modernisés en 1929 pour accueillir désormais des passagers de classe cabine et de troisième classe. Dès 1931, cependant, le Corinthic est envoyé à la casse.
En 1934, la White Star fusionne avec la Cunard Line tandis que tout ce qu'il reste de son service néozélandais est transféré à la Shaw, Savill & Albion, notamment l'Ionic. Dès 1936, le navire est jugé trop peu rentable et envoyé à son tour à la casse.

## Navires

### Athenic

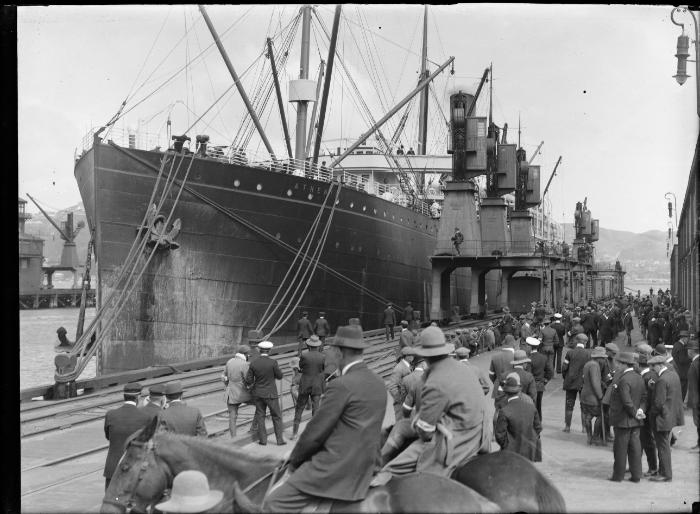
L'Athenic dominant le port de Wellington.

L'Athenic est lancé le 17 août 1901 et mis en service le 12 février 1902. Ses premières années de carrière sur la route néozélandaises se révèlent sans histoires. Durant la Première Guerre mondiale, il reste dans un premier temps affecté à sa ligne commerciale, mais est ponctuellement utilisé pour transporter des troupes à partir de décembre 1916. Il reprend son service commercial en 1920.
En 1927, lorsque la White Star Line est rachetée par Lord Kylsant, l'Athenic vieillissant est menacé par les réorganisations auxquelles se livre la nouvelle direction. Il est retiré du service à la fin de cette année, et vendu en 1928 à la compagnie norvégienne Hvalfangerselskapet Pelagos A/S Swend Foyn Brunn qui le renomme Pelagos et en fait un baleinier. En 1941, il est capturé par un croiseur allemand, puis utilisé comme dépôt pétrolier pour approvisionner les sous-marins allemands stationnés en Norvège. Dès 1945, il est cependant récupéré par ses propriétaires et reprend les campagnes de pêche à la baleine, jusqu'à sa démolition en 1962.

### Corinthic
Lancé le 10 avril 1902, le Corinthic est mis en service le 20 novembre suivant. Sa carrière se déroule sans incidents majeurs : il n'interrompt pas son service commercial durant la Première Guerre mondiale, bien que des soldats prennent parfois place dans ses installations de troisième classe afin de rejoindre le front en Europe. Il subit une rapide refonte avant de reprendre son service en 1920, puis est réadapté aux exigences d'une clientèle plus moderne, en 1929. Il est finalement retiré du service durant l'été 1931 et vendu à des démolisseurs la même année.

### Ionic
L'Ionic est lancé le 22 mai 1902 et mis en service le 16 janvier de l'année suivante. Comme ses jumeaux, il connaît une carrière sans histoires jusqu'à la Première Guerre mondiale. Il est alors réquisitionné afin de transporter en Europe des troupes néozélandaises. C'est au cours d'une de ces missions qu'il échappe de peu à une torpille, en Méditerranée, le 31 décembre 1915. Il reprend finalement son service en 1919. Modernisé, comme le Corinthic, en 1929, il est le seul des trois navires de sa classe à connaître la fusion de la White Star Line avec la Cunard en 1934. Il est alors cédé à la Shaw, Savill & Albion Line qui le retire du service et le vend pour démolition en 1936.

## Caractéristiques

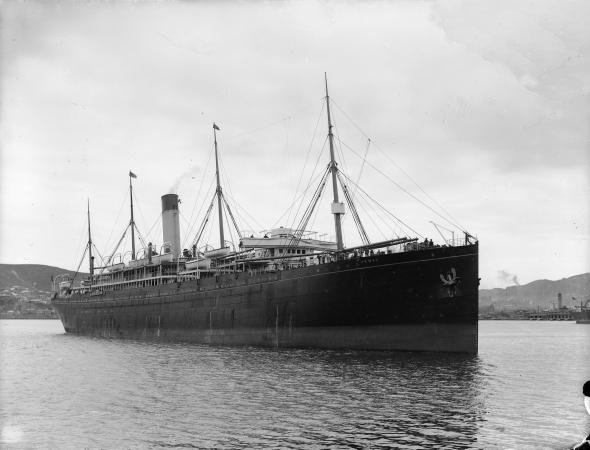
L'Ionic est le troisième navire de la série.

Les navires de classe Athenic mesurent 152 mètres sur 19, ce qui en fait des navires imposants pour la ligne de la Nouvelle-Zélande. Les informations sur le tonnage des navires varient : si celui du Ionic est invariablement cité comme étant de 12 352 tonneaux de jauge brute, celui de l'Athenic est, selon les sources, de 12 234 ou de 12 345 tonneaux, tandis que celui du Corinthic varie de 12 231 à 12 367 tonneaux,. Les trois navires ont une silhouette similaire, avec une unique cheminée de couleur ocre surmonté de noir et quatre mâts qui ne sont pas destinés à accueillir de voiles. Deux machines alternatives à quadruple expansion alimentent deux hélices, permettant aux navires d'atteindre une vitesse de 13 à 14 nœuds en moyenne. Cette vitesse est la plus adaptée à la ligne, et permet aux navires de faire le tour du monde en trois à quatre mois.
Les navires se distinguent de leurs prédécesseurs sur la ligne par la place accordée aux passagers. Ils disposent de vastes espaces de promenade sur le pont. Les installations de première et deuxième classe, pour 120 personnes chacune, sont situées au centre du navire, la troisième classe, pour 450 passagers, étant à l'arrière. Les installations sont confortables, bien aérées et éclairées. La plus importante caractéristique du navire est cependant la taille de ses dix chambres froides, d'une capacité de 8 500 mètres cubes environ, destinées à transporter de la viande congelée.